# 그리스-숭가 전쟁
그리스-숭가 전쟁은 숭가 제국과 그리스-박트리아 왕국 사이의 여러 분쟁을 포함한다. 이 전쟁은 주로 산스크리트 연극 "말라비카그니미트람"에 기반을 두고 있다.
그리스 왕 데메트리오스는 카불 계곡에서 승리한 후 아대륙을 침공하려 했던 것으로 여겨진다. 숭가는 침략에 성공적으로 저항하고 그리스인들을 마투라 밖으로 몰아냈다.

## 그리스의 침략
침략의 첫 단계는 그리스 통치자 데메트리오스 1세의 카불 계곡 정복으로 시작된다. 그는 마우리아 제국의 통치 기간 동안 인도 아대륙을 침공했다. 그는 먼저 아라코시아 주를 침공하여 지역을 성공적으로 장악했다. 그 후 아대륙의 동부 영토를 약탈하기로 결정했다. 그는 펀자브 지역으로 진입하여 다시 성공을 거두었다. 그는 마투라와 파탈리푸트라의 인도 영토를 단기간 동안 통제했을 수도 있다.
"알렉산더 이후 온 자들이 갠지스강과 파탈리푸트라로 갔다" (스트라본, XV.698)
힌두교 경전 또한 그리스인들이 사케타, 판찰라, 마투라, 파탈리푸트라 영토를 장악했음을 시사한다 (유가 푸라나).
그러나 데메트리오스는 인도의 북부 영토만을 침공했다고 한다. 이후의 정복은 메난드로스에 의해 이루어졌다. 불경인 밀린다왕문경은 메난드로스를 다음과 같이 묘사한다:
인도 에우티메디아 시의 왕, 이름은 밀린다이며, 박식하고, 웅변가이며, 현명하고, 유능하며, 지나간 일, 현재, 그리고 미래에 관한 자신의 신성한 찬송가에 의해 명시된 모든 다양한 헌신과 의식을 적시에 충실히 준수하는 자였다. 그가 아는 예술과 과학은 많았다—성스러운 전통과 세속법; 상키아, 요가, 니야야 학파, 바이셰시카 학파 철학 체계; 산술; 음악; 의학; 네 베다, 푸라나, 이티하사; 천문학, 마법, 인과관계, 마법 주문; 전쟁 기술; 시; 양도—요컨대, 전체 열아홉 가지였다. 논쟁가로서 그는 대적하기 어려웠고, 극복하기는 더욱 어려웠다; 다양한 사상 학파의 모든 창시자들을 압도하는 것으로 인정받았다. 그리고 지혜에 있어서뿐만 아니라 신체의 힘, 민첩성, 용맹에 있어서도 인도 전체에서 밀린다와 동등한 자는 없었다. 그는 또한 부유했으며, 막대한 부와 번영을 누렸고, 그의 무장한 군대의 수는 끝이 없었다.

침략의 첫 단계는 여기서 끝났고, 이어서 박트리아에서 내전이 발생했다. 가르기-삼히타는 푸슈파푸라를 포위한 야바나인들이 "잔혹하고 끔찍한 전쟁으로 비화된" "공위기 투쟁"으로 인해 마드야데샤에 오래 머물지 못했다고 명시한다. 결과적으로 그리스인들은 마디아데샤뿐만 아니라 펀자브와 신두강 하류 계곡의 일부를 푸시야미트라에게, 적어도 일시적으로는 상실한 것으로 보인다. 데메트리오스 왕은 총독들을 남겨두고 박트리아로 돌아갔다.

## 여파
인도-그리스인과 숭가인은 기원전 110년경에 화해하고 외교 사절을 교환한 것으로 보이며, 이는 헬리오도로스 기둥에 기록된 바와 같이, 인도-그리스 왕 안티알키다스의 궁정에서 헬리오도로스라는 이름의 그리스 대사가 중앙 인도 비디샤에 있는 숭가 황제 바가바드라의 궁정으로 파견되었음을 보여준다.

## 같이 보기
- 데메트리오스 1세의 인도 침공